# Wszebor (wojewoda)
Wszebor – (XII wiek) wojewoda mazowiecki. Jeden z ostatnich wojewodów ogólnopolskich, dowódca wojskowy i jedna z figur z otoczenia Bolesława Krzywoustego.

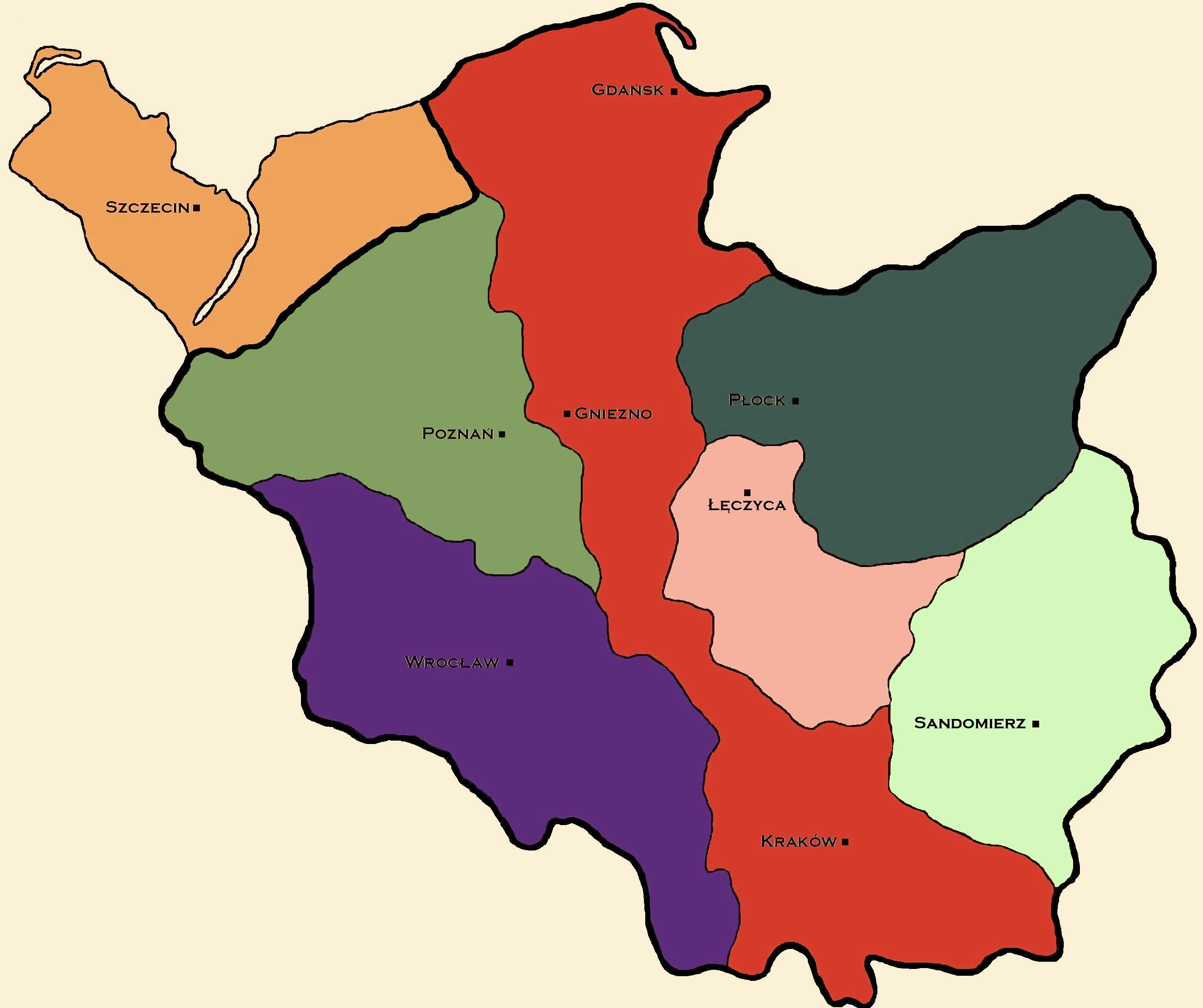
Podział terytorialny Polski około roku 1144

Podczas konfliktu księcia-seniora Polski Władysława II z jego przyrodnimi braćmi Bolesławem IV i Mieszkiem III, dowodził wojskami przeciw armii Władysława i odniósł zwycięstwo dla piastowskich pretendentów do władzy nad centralną Polską.
Do tych wydarzeń najpewniej doszło w roku 1144 na łęczycko-sieradzkich terenach przypisanych księżnej Salomei drugiej żonie Bolesława Krzywoustego, walki prawdopodobnie dotyczyły schedy po niej.